# Willem Daniël Cramer
Willem Daniël Cramer (Amsterdam, 2 september 1788 – aldaar, 21 december 1857) was burgemeester van Amsterdam van 1836 tot 1842. Hij volgde een opleiding op het Athenaeum Illustre en studeerde rechten aan de Universiteit van Leiden, om zich daarna als advocaat in Amsterdam te vestigen.

## Amsterdam na 1813
Amsterdam was een rustige stad na het vertrek van de Fransen. De stad werd omringd door een stadsmuur met 26 bolwerken. De Nederlandsche Bank werd gesticht door de koning in 1814, voor een groot deel gefinancierd door de weduwe Johanna Borski, die enkele jaren later ook de Nederlandsche Handel-Maatschappij redde van een faillissement. Daarna floreerde de NHM en verleende zij veel kredieten, die de handel stimuleerden.
Cramer werd in 1814 aangesteld als substituut-officier bij de rechtbank van eerste aanleg in Amsterdam en klom op tot officier bij de rechtbank in 1824.

## Verkiezingen
Op 5 november 1815 verscheen het Koninklijk Besluit waarin werd vastgelegd hoe een stadsbestuur in het vervolg gekozen zou worden. Een kiescollege van 33 leden zou na verkiezing levenslang in functie blijven. Dit kiescollege wees 36 Raden aan, die de functie ook levenslang uitoefenden. Uit deze Raden koos de koning vier burgemeesters, waarvan één het presidium bekleedde. Na een periode van vier jaar moest de gekozen persoon terugtreden.
Dit systeem werkte tot 1824, toen de grondwet werd gewijzigd en burgers meer rechten kregen, ook bij verkiezingen van een stadsbestuur.
Cramer is acht termijnen burgemeester geweest. Zijn voorgangers waren jhr. Daniël Willem Elias tot 1828 en daarna Frederik van de Poll, die op 15 februari 1836 door de koning werd ontslagen. Beiden waren afstammelingen van Amsterdamse regenten.
De koning wilde een krachtige opvolger na het zwakke beleid van Van de Poll en de keuze viel op de Amsterdamse advocaat F.A. van Hall. Hij werd echter afgekeurd en daarna was de bijna 50-jarige officier van Justitie W.D. Cramer aan de beurt. Hij werd op 10 maart 1836 beëdigd.

## Gebeurtenissen
Er verandert veel in de periode van burgemeester Cramer. In 1836 moest een nieuwe beurs gebouwd worden, want het oude gebouw van Hendrick de Keyser was een bouwval. Architect Jan David Zocher won de prijsvraag en mocht de beurs bouwen op de plek waar nu de Bijenkorf aan de Dam staat. Het gebouw was pas in 1845 gereed. Op 29 november en weer tijdens de kerstdagen bracht een orkaanstorm zware schade aan. Er vielen doden, daken en gevels werden beschadigd, schepen op het IJ sloegen los.
Het volgende jaar heerste er een griepepidemie in Nederland. In Amsterdam was deze minder ernstig dan in andere steden. Cramer begeleidde de hulpacties. Op 1 juni 1838 werd hij door de Raad van Amsterdam gekozen tot lid der Provinciale Staten van Noord-Holland.
Op 3 september reed er voor het eerst een omnibus van de firma Jonker & Co. van de Dam naar de Haarlemmerpoort. Er konden twaalf passagiers in plaatsnemen, maar er waren zoveel klanten dat mensen om een plaatsje vochten en de dienst onmiddellijk werd gestopt. Toen de omnibus tien dagen later weer reed, werd er door conducteurs te paard langs de route gesurveilleerd. De haltes werden door infanteristen bewaakt. Op 4 september werd een officiële volkstelling gehouden: er waren 211.349 Amsterdammers. Amsterdam telde 24.532 huizen.
Op 20 september 1839 reed de eerste trein van de Haarlemmerpoort in Amsterdam naar Haarlem. De locomotief "Snelheid" van de Haarlemmer-Spoorweg legde de afstand in een half uur af met 300 genodigden aan boord. Cramer was de eerste burgemeester die de trein naar Haarlem neemt.
Vanaf 1840 werden grote delen van de stadswallen en een deel van de poorten gesloopt, en de modderige Binnen-Singel werd van de Muiderpoort tot de Leidschepoort schoongemaakt. Er werden ook enkele parken aangelegd. Het Rokin werd verbreed en daar werd de eerste badinrichting van Amsterdam geopend, drijvend op het water.

## Koninklijk bezoek
Tijdens zijn jaarlijkse bezoek aan Amsterdam benoemt koning Willem I Cramer op 8 maart tot Staatsraad in buitengewone dienst. Op 8 juli werd hij door zijn medeleden in de Staten gekozen tot lid der dubbele Tweede Kamer, die de Grondwetsherziening moest beoordelen. De koning verleende ook zijn medewerking aan de grondwetswijziging. Op 7 oktober 1840 deed koning Willem I op paleis Het Loo troonsafstand ten behoeve van de kroonprins.
De nieuwe koning kwam op 22 oktober naar Amsterdam met de kroonprins en prins Alexander. Cramer ontving hen met een lunch op het paleis op de Dam.
Ten slotte wilde Cramer liever terug naar zijn oude beroep. De koning verleende hem ontslag en benoemde hem per 15 december 1846 tot vicepresident van het nieuwe Provinciaal Gerechtshof in Amsterdam. Op 20 mei 1852 volgde benoeming tot president van het Gerechtshof.